# قائمة قصور البحرين

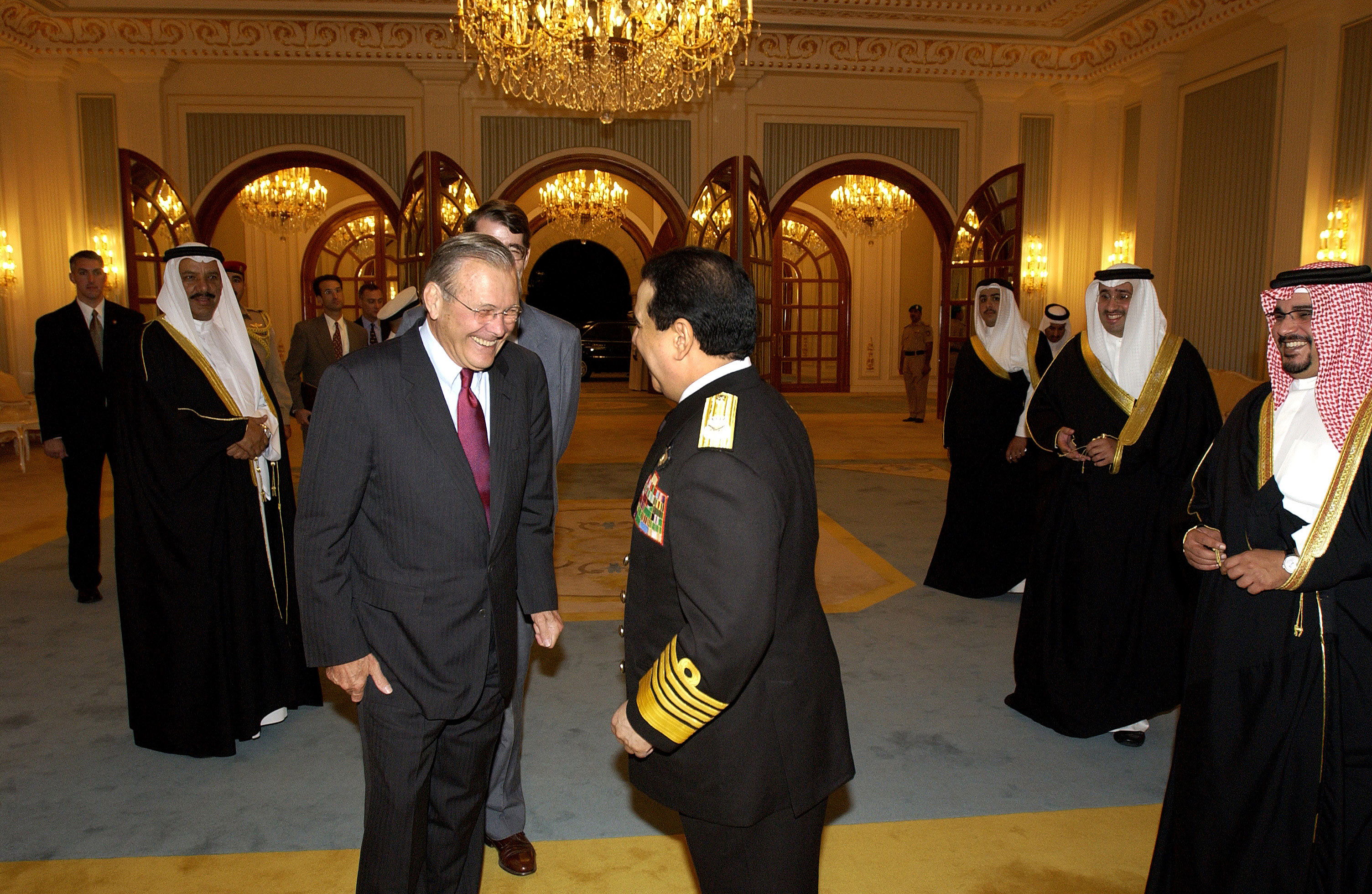
قصر القضيبية

قصر هو مقرإقامة كبير، وخاصة ما يتعلق بالمقرات الملكية والرئاسية، أو الأعيان رفيعي المستوى، كالأساقفة، كما يطلق قصر على المباني الفخمة والمزخرفة.

## قائمة قصور البحرين
تحتوي هذه القائمة على أسماء قصور في البحرين.
- قصر الروضة

- قصر الشيخ عيسى
- قصر الصخير[4]
- قصر القضيبية (مقر اجتماعات مجلس الوزراء)
- قصر الشيخ حمد (الضيافة)
- قصر الرفاع
- قصر الصافرية[5]